# Russisch-ukrainischer Grenzvertrag 2003

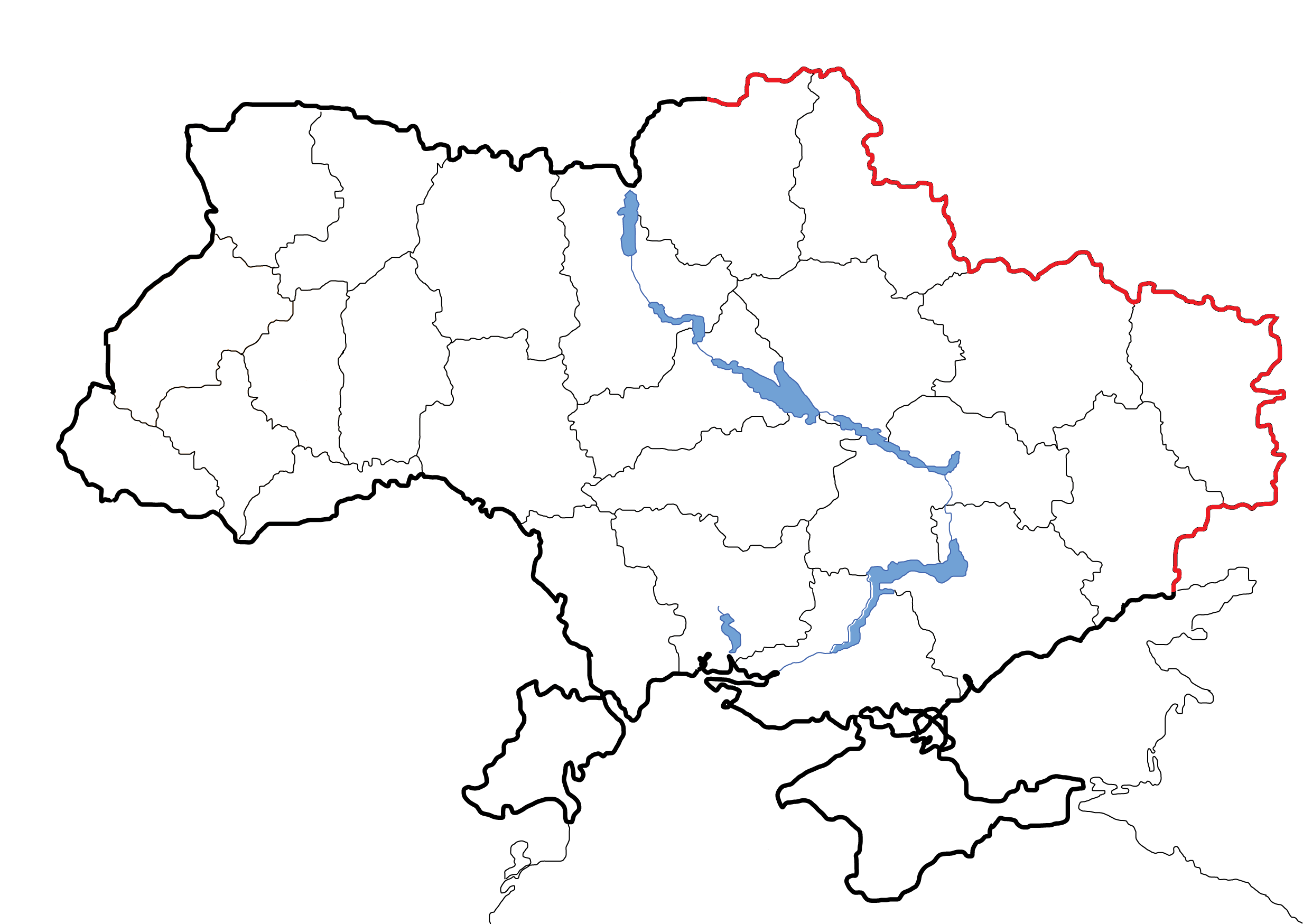
Ostgrenze der Ukraine zu Russland (rot)

Der Russisch-ukrainische Grenzvertrag wurde am 28. Januar 2003 zwischen dem russischen Präsidenten Putin und dem ukrainischen Präsidenten Leonid Kutschma in Kiew abgeschlossen und trat am 23. April 2004 in Kraft. Unter Bezugnahme auf den 1999 ratifizierten Russisch-ukrainischen Freundschaftsvertrag wurde die gesamte Landgrenze von dem gemeinsamen Grenzpunkt zwischen Belarus, Russland und der Ukraine bis zum Golf von Taganrog festgeschrieben und auch international anerkannt.
Der Russisch-ukrainische Vertrag zur gemeinsamen Nutzung des Asowschen Meeres über eine Seegrenze im Asowschen Meer, das zu einem Binnenmeer der beiden Staaten erklärt wurde, folgte am 24. Dezember 2003.
Im Februar 2014 begann die Russische Föderation unter Wladimir Putin die zur Ukraine gehörende Autonome Republik Krim durch GRU Speznas (grüne Männchen) und unter dem Vorwand des Stationierungsabkommens über die Schwarzmeerflotte verlegten Einheiten zu besetzen, den prorussischen Präsidenten Sergej Aksjonow zu installieren und die Krim über ein durch Resolution 68/262 der UN-Generalversammlung geächtetes Referendum zu annektieren.